# アジャンクールの戦い

戦場の布陣 左上がフランス諸侯軍、右下がイングランド軍。記号の意味は歩兵（平行の白黒）、クロスボウ（白地に黒丸）、騎兵（対角線状の白黒）、長弓（黒三角）である。

アジャンクールの戦い（アジャンクールのたたかい、仏: Bataille d'Azincourt、英: Battle of Agincourt）は、百年戦争中の1415年10月25日、フランスのアジャンクールで行われた戦い。アザンクールの戦いとも、アジャンクールの英語読みからアジンコートの戦いとも呼ばれる。ヘンリー5世の率いるイングランド軍（7千名）が長弓隊を駆使して、数に勝るフランス諸侯軍（2万名）の重装騎兵を破った戦いとして有名である。

## 背景
イングランド王ヘンリー5世はフランスの王位を得るため、1415年8月にノルマンディーへ侵攻した。約1万の兵を率いた王は、まずセーヌ川河口にあるアルフルールで攻城戦にかかった（アルフルール包囲戦）。攻城戦は2か月を要し、軍勢は疫病によって消耗したため、ヘンリー5世はイングランド領だったカレーへ帰還することを決めたが、この行軍でさらに兵力が減少した。
10月に入り、戦争に適した季節は過ぎて天候は悪化していた。1週間分の食糧はあったが、途上のソンム川は堅固に防衛されていて渡ることができなかった。ヘンリー5世は軍勢を率いて、内陸のペロンヌ近くの防御されていない地点を渡ることにした。軍勢はそれからカレーへ進んだが、50km南のアジャンクールでフランス軍の大軍が待ち構えていた。
アジャンクールは2つの森の隘路であり、アジャンクール村とトラムクール村との間にある900mほどの場所だった。また、10月の嵐によって耕作地が泥濘と化していた。イングランド軍の軍勢は度重なる行軍で7千人にまで減少し、フランス軍は少なくともその3倍もの軍勢をそろえていた。

## 経過

### フランス軍の作戦
フランス軍の最重要課題は、下馬騎士とロングボウを持った弓兵の連携というイングランド軍の基本戦術を、いかに打ち破るかであった。1346年にクレシーの戦いで大敗して以来、彼らはその方法を模索していた。1356年のポワティエの戦いでは、フランス軍の騎士も馬から降りて戦ったものの、隊形が混乱して動けなくなり、国王ジャン2世が捕らえられる結果に終わっている。
アジャンクールの戦いでは、フランス軍は中央に下馬した騎士と歩兵による大部隊を、左右に重装甲の騎兵部隊を配置した。フランス軍総司令官のドルー伯シャルル1世とフランス元帥ジャン2世・ル・マングル（通称ブーシコー）が立案した作戦は、中央の大部隊で正面からイングランド軍を攻撃する間に、重装騎兵が敵背後に回り込んで弓兵を駆逐するというものだった。
ロングボウによる射撃を無効化するために、重装騎兵は馬にも馬鎧を着せていた。

### イングランド軍の作戦
こうしたフランス軍の作戦を、ヘンリー5世は捕虜からの情報で正確に把握していた。
そこでヘンリー5世は、全ての弓兵に約1.8mの長さの杭を持ち運ぶように命じた。杭は両端を尖らせ、フランス軍の重装騎兵が来たときに、地面に撃ち込むことで騎馬突撃を難しくさせることを目的としていた。
ヘンリー5世は杭を持ち運ぶ戦術を、1396年のニコポリスの戦いから着想したと言われる。ニコポリスの戦いでは十字軍の騎馬突撃にイェニチェリの弓兵が無数の杭を地面に打ち込んで対抗した。この戦術をヘンリー5世は発展させたのだった。
ヘンリー5世はV字になるように中央に下馬騎士による部隊を、左右に弓兵による部隊を配置した。

### 戦闘
綿密な作戦を立てたドルー伯だったが、フランス軍の指揮系統は乱れていた。フランス軍が動かないことを観たヘンリー5世はイングランド軍を動かし、午前中半ばには弓の射程内であるアジャンクールの最も狭い場所まで前進した。ここでイングランド軍の弓兵は杭を打ち込み、その後に敵の軽率な行動を誘うように射撃を開始した。
イングランド軍の弓兵の攻撃に対応して、フランス軍の重装騎兵が両翼から攻撃をはじめた。だが、狭隘な地形で待ち構えたイングランド軍に重装騎兵は当初の作戦の通りに回り込むことができなかった。泥濘状態だった地面と彼ら自身の重装備は騎行速度を鈍らせ、イングランド軍の敷設した杭と降り注ぐ矢に阻まれて、ほとんどの重装騎兵は反転して逃れるしかなかった。その結果、重装騎兵は徒歩でイングランド軍に向かう下馬騎士と歩兵の大部隊の進路を妨害し、混乱を生み出した。フランス軍の投射兵は活用されることなく、前衛の後ろに置かれていた。
フランス軍の歩兵攻撃は無秩序かつ混乱状態にあったため、イングランド軍に損害を与えることができなかった。下馬騎士と歩兵の大部隊は遠距離ではイングランド軍の弓兵によって消耗され、近距離では待ち構えていたイングランド軍の下馬騎士によって撃退された。主力が敗れたことを観たフランス軍は逃走をはじめた。イングランド軍は弓兵ですらフランス軍本隊に押し寄せ、多くの貴族や騎士を捕虜にした。戦闘は1時間ほどで大勢が決したが、フランス軍の1部隊がイングランド軍の背後に回り込んで輜重車輌を略奪したため、ヘンリー5世は降伏したフランス軍の捕虜が再び戦闘に参加しないよう殺すことを命じた。その後は虐殺となり、イングランド軍の完全な勝利に終わった。

## 戦後の影響
イングランド軍は当初の目的であるカレーへの帰還を果たした。
フランス軍は大敗し、総指揮官であるドルー伯は戦死、元帥ブーシコーも捕らえられた。戦死者は1万人を超え、捕虜も3人の公爵、7人の伯爵、220人の大貴族、1560人の騎士を出す有様だった。当時、パリを掌握していたのはアルマニャック派であったが、この敗戦によって勢力を弱め、ブルゴーニュ公ジャン（無怖公）率いるブルゴーニュ派が国政を握ることになった。実際、アルマニャック派の勢力を弱めるため、敗北を悟った後でも突撃させたことを示唆する証拠もある。しかし、イングランド軍に対しては有効な手を打つことができず苦境が続くことになる。

## 両軍の戦死・捕虜

### フランス軍

#### 戦死
- ドルー伯シャルル1世 - フランス軍総司令官
- ブラバント公アントワーヌ - 無怖公の弟
- ヌヴェール伯フィリップ2世 - 無怖公とアントワーヌの弟
- アランソン公ジャン1世
- バル公エドゥアール3世
- ルシー伯（英語版）ジャン6世
- ヴォーデモン伯（英語版）フェリー1世
- マルル伯およびソワソン伯ロベール

#### 捕虜
- ジャン2世・ル・マングル - ブーシコーと称された元帥
- オルレアン公シャルル
- ブルボン公ジャン1世
- ウー伯シャルル・ダルトワ
- リッシュモン伯アルテュール

### イングランド軍

#### 戦死
- ヨーク公エドワード・オブ・ノリッジ
- サフォーク伯マイケル・ド・ラ・ポール